# Luis Navarro Garnica
Luis Navarro Garnica (Pamplona, 25 de marzo de 1904 - 31 de marzo de 1995) fue un militar español, Jefe del Estado Mayor del Aire. En el ámbito deportivo presidió el Atlético de Madrid (entonces Atlético Aviación) entre 1939 y 1941 y el Club Deportivo Logroñés (1944-1945).

## Biografía

### Carrera militar
Luis Navarro nació en Pamplona en 1904. En 1919 ingresa como cadete en la Academia General Militar, incorporándose al Ejército, con el que es destinado durante dos campañas a Marruecos. En 1923 pasa a formar parte del Ejército del Aire y dos años más tarde asciende a capitán.
Durante la guerra civil española se encuadra en el denominado Bando nacional, siendo condecorado al finalizar la contienda, siendo ya en 1940 teniente coronel.
En 1941 es nombrado agregado aéreo en la Embajada en Roma. En 1944 es destinado a Logroño y poco después a Zaragoza. Posteriormente ocupa diversos puestos de responsabilidad en el ámbito militar, ascendiendo en 1965 a Teniente General, siendo nombrado Jefe del Estado Mayor del Aire, cargo que mantendrá durante cinco años.
En julio de 1973 fue nombrado por Franco Consejero del Reino.
Falleció en Madrid  el 31 de marzo de 1995.

## Condecoraciones
- Gran Cruz del Mérito Militar. distintivo blanco (1969)
- Gran Cruz del Mérito Aeronáutico. distintivo blanco
- Gran Cruz de la Real y Militar Orden de San Hermenegildo.
- Cruz del Mérito Aeronáutico. distintivo blanco
- Placa de la Real y Militar Orden de San Hermenegildo.
- Encomienda de la Real y Militar Orden de San Hermenegildo.
- Cruz de la Real y Militar Orden de San Hermenegildo.

### Historial deportivo
En dos ocasiones, Luis Navarro presidiría equipos de fútbol. En diciembre de 1939, habiéndose producido la fusión entre el Atlético de Madrid y el Aviación Nacional que había dado lugar al Atlético Aviación, el General Yagüe, entonces Ministro del Aire, auspició su nombramiento como presidente de aquel club.
Bajo su mandato, el Atlético logró el primer título de Liga de toda su historia, en la temporada 1939/40.
El 1 de marzo de 1941 fue reemplazado por el teniente coronel Manuel Gallego, al ser nombrado agregado militar en la Embajada de España en Roma.
En 1944, al ser destinado a Logroño volvería a afrontar la máxima responsabilidad en un equipo de fútbol, en este caso como Presidente del Club Deportivo Logroñés, cargo que ostentó hasta 1945.